# オカートスト
オカートスト（グリーンランド語: Oqaatsut、旧名：デンマーク語: Rodebay）は、グリーンランドのアヴァンナータ自治体にある町。オカーツトとも表記する。2024年時点の人口は38人。